# Gorgyrella namaquensis
Gorgyrella namaquensis là một loài nhện trong họ Idiopidae.
Loài này thuộc chi Gorgyrella. Gorgyrella namaquensis được William Frederick Purcell miêu tả năm 1902.